# Бутирилхолинэстераза
Бутирилхолинэстераза также псевдохолинэстераза, холинэстераза сыворотки; (англ. сокр. BCHE, BuChE, шифр КФ 3.1.1.8) — фермент из группы эстераз (тип гидролаз), одна из двух холинэстераз человека, наряду с ацетилхолинэстеразой.
Отсутствие либо мутация гена BCHE вызывают состояние под названием недостаточность псевдохолинэстеразы, которое обычно остаётся незамеченным и проявляет себя лишь при использовании миорелаксантов сукцинилхолина и мивакуриума во время общей анестезии.